# Bromus arizonicus
Bromus arizonicus es una especie herbácea perenne perteneciente a la familia de las gramíneas (Poaceae).  

## Descripción
Es una hierba anual que alcanza un tamaño de 40 a 90 centímetros de altura, con una inflorescencia con forma de ramificación abierta. Las espiguillas son planas y peludas y tienen aristas de hasta 1,5 centímetros de largo. 

## Distribución y hábitat
Es originaria del suroeste de Estados Unidos, en California y Baja California, donde crece en muchos tipos de valles herbáceos y en hábitat del desierto.   

## Taxonomía
Bromus arizonicus fue descrita por (Shear) Stebbins y publicado en Proceedings of the California Academy of Sciences, Series 4, 25: 309. 1944.
Etimología
Bromus: nombre genérico que deriva del griego bromos = (avena), o de broma = (alimento).
arizonicus: epíteto geográfico que alude a su localización en Arizona. 
Sinonimia
- Bromus carinatus var. arizonicus Shear	basónimo
- Ceratochloa arizonica (Shear) Holub[3][4]